# Felsőhelbény
Felsőhelbény (szlovákul Horné Chlebany) község Szlovákiában, a Nyitrai kerület, Nagytapolcsányi járásában.

## Fekvése
Nagytapolcsánytól 7 km-re északkeletre, a Bebrava jobb partján fekszik.

## Története
1328-ban "Halban" néven említik először, amikor a Rajcsányi nemzetség birtoka volt. A falu neve a szláv chleba (= kenyér) főnévből származik. 1381-ben "Helben" néven tűnik fel a forrásokban. 1426-ban a nyitrakorosi uradalom része, részben a bacskafalvi Bacskády család uradalmához tartozott. 1553-ban 4 portáig adózott. 1655 és 1718 között a korosi uradalom birtokosai, Berényi Péter és Onori Katalin tulajdonában találjuk, majd a Berényiek mellett az Újfalussy, Zichy, Körössy és Zay családokéban. 1715-ben 3 adózó háztartása volt. 1784-ben a falunak 141 lakosa volt. 1787-ben a helbényi kastélynak Körössy Júlia volt az úrnője. 1828-ban 17 házát 120-an lakták. 1839-ben helbényt a Zay grófi család vásárolta meg. A 19. században a Fink, majd a Motesici család volt a község földesura, a kastély 1952-ig az ő tulajdonuk.
Vályi András szerint "Felső Helben, Visne Chlebani, vagy Helbing. Tót falu Nyitra Várm. földes Ura Korosi Uraság, lakosai katolikusok, fekszik az előbbeninek szomszédságában, Korosnak filiája, fája, és szőleje nintsen, de réttye, és földgye jó, piatzozása alkalmatos Nagy Tapoltsányon, és Bájnán, malma helyben, legelője elég van."
Fényes Elek szerint "Helbény (Alsó és Felső), (Chlban); két egymás mellett lévő tót falu, Nyitra vmegyében, ut. p. N. Tapolcsánhoz 3/4 órányira: az első 229 kath. 21 zsidó; – a második 115 kath., 10 zsidó lak; synagógával. F. u. több közbirtokosok."
A trianoni békeszerződésig Nyitra vármegye Nyitrazsámbokréti járásához tartozott. Lakói a közeli nagybirtokokon dolgoztak és idénymunkákból éltek. Földműves szövetkezete 1950-ben alakult.

## Népessége
| Év:            | 1994. | 2004.   | 2014.   | 2024.   |
| -------------- | ----- | ------- | ------- | ------- |
| Emberek száma: | 369   | 339     | 360     | 370     |
| Eltérés:       |       | -8,13 % | +6,19 % | +2,77 % |

| Év:            | 2023. | 2024.   |
| -------------- | ----- | ------- |
| Emberek száma: | 379   | 370     |
| Eltérés:       |       | -2,37 % |

1910-ben 230, túlnyomórészt szlovák lakosa volt.
2001-ben 352 lakosából 346 szlovák volt.
2011-ben 361 lakosából 356 szlovák.

## Nevezetességei
- Barokk kastélya a 18. században épült, a 19. században átépítették.
- Szűz Mária tiszteletére szentelt római katolikus temploma 1671-ben korábbi alapokon épült. 1734-ben átépítették.

## Külső hivatkozások
- Községinfó
- Felsőhelbény Szlovákia térképén
- E-obce.sk